# Ernst Fanta
Ernst Fanta (* 26. Mai 1878 in Wien; † 7. November 1939 in São Paulo) war ein österreichischer Versicherungsmathematiker.

## Leben
Ernst Fanta studierte nach der Matura 1896 an der Universität Wien Mathematik, Physik und Versicherungswesen und wurde 1900 bei Franz Mertens promoviert mit einer Dissertation aus der Zahlentheorie (Beweis, dass jede lineare Funktion, deren Koeffizienten dem kubischen Kreisteilungskörper entnommene, ganze teilerfremde Zahlen sind, unendliche viele Primzahlen dieses Körpers darstellt). 1901 legte er die Staatsprüfung im Versicherungswesen in Wien ab und studierte 1901/02 in Göttingen. Von 1902 bis 1906 war er Versicherungsmathematiker bei der Städtischen Kaiser-Franz-Joseph-Jubiläums-Lebens- und Renten-Versicherungsanstalt. Ab 1906 war er Honorardozent für Versicherungsmathematik an der Deutschen Technische Hochschule Brünn, an der er sich 1910 habilitierte.
1919 erhielt Fanta die Venia legendi an der Technischen Hochschule Wien und hielt dort Vorlesungen als außerordentlicher Professor. Hauptberuflich war er weiterhin bei Versicherungen in Wien und Prag angestellt, zuletzt als Direktor.
Nach dem Anschluss Österreichs verlor Ernst Fanta als Jude seine Lehrbefugnis und wanderte nach Brasilien aus. Dort starb er kurz darauf.

## Schriften
- Die Betriebsgrundlagen der Lebensversicherung. Eine gemeinverständliche Darstellung ihrer Technik. Heymanns, Berlin 1932.